# Klowiter
Klowiter (kaszb. Klòwitër) – nieoficjalna nazwa części wsi Mierzeszyn w Polsce położona w województwie pomorskim, w powiecie gdańskim, w gminie Trąbki Wielkie.
Klowiter wchodzi w skład sołectwa Mierzeszyn.
W latach 1975–1998 miejscowość administracyjnie należała do województwa gdańskiego.